# Cantón de Charleville-La Houillère
El cantón de Charleville-La Houillère era una división administrativa francesa, que estaba situada en el departamento de Ardenas y la región de Champaña-Ardenas.

## Composición
El cantón estaba formado por dos comunas, más una fracción de la comuna que le da su nombre:
- Charleville-Mézières (fracción)
- Damouzy
- Houldizy

## Supresión del cantón de Charleville-La Houillère
En aplicación del Decreto n.º 2014-203 de 21 de febrero de 2014, el cantón de Charleville-La Houillère fue suprimido el 22 de marzo de 2015 y sus 3 comunas pasaron a formar parte, dos del nuevo cantón de Charleville-Mézières-2, y la fracción de la comuna de Charleville-Mézières se unió con las demás fracciones para que, por medio de una reestructuración cantonal, fueran creados los nuevos cantones de  Charleville-Mézières-1,  Charleville-Mézières-2,  Charleville-Mézières-3 y  Charleville-Mézières-4.